# Sociedade Epicureia
Sociedade Epicureia foi uma sociedade estudantil criada em 1845 por alunos da Faculdade de Direito do Largo São Francisco. O grupo tinha como inspiração o poeta britânico Lord Byron. 
O movimento foi fundado pelos então estudantes Aureliano Lessa, Bernardo Guimarães e Álvares de Azevedo.  A época foi marcada por uma intensa e pródiga produção literária estudantil.